# 青柳ちか
青柳 ちか（あおやぎ ちか）は、日本の漫画家・イラストレーター。
大学・大学院で日本古代史を学んでいたが、在学中に少女漫画誌でデビュー。以後漫画家・イラストレーターとして活動。二児の母。

## 作品リスト

### 書籍
- 青柳ちか/著『パニックママでもいいじゃない』DHC、2008年、ISBN 978-4887244641
- 青柳ちか/著『こんなワタシが「お母さん」!?—うつ&パニック障害といっしょ。』イースト・プレス、2009年、ISBN 978-4781601595
- 青柳ちか/著『こんなワタシが働く「お母さん」!?—パニック障害といっしょ。』イースト・プレス、2011年、ISBN 978-4781604930
- 渡辺大地/著、青柳ちか/マンガ・イラスト『産後が始まった！ 夫による、産後のリアル妻レポート』KADOKAWA/メディアファクトリー、2014年、ISBN 978-4040663562
- ベンジャミン・ボアズ/企画・原案、青柳ちか/イラスト『日本のことは、マンガとゲームで学びました。』小学館、2015年、ISBN 978-4093883955
- ベンジャミン・ボアズ/著、青柳ちか/マンガ・イラスト『大人のためのやり直し英会話』小学館、2016年、ISBN 978-4093884617
- 青柳ちか/マンガ、中川洋子・白石美佐子/監修・コラム『マンガでわかる! 障害年金』日本評論社、2019年、ISBN 978-4535587397
- 渡辺大地/著、青柳ちか/マンガ『夫婦のミゾが埋まらない 産後にすれ違う男女を変えるパートナーシップ学』KADOKAWA、2019年、ISBN 978-4046043511
- 青柳ちか/著『アオヤギ家流  明るい中学受験〜子のペースを守りながらも結果を出す』日経BP、2023年ISBN 978-4296203512
- 青柳ちか/著『もう３年、産後うつ。消えたい衝動から抜け出せない 』(LScomic) KADOKAWA、2025年、電子書籍

### エッセイ連載
- 「アオヤギ家流　明るい中学受験」、日経DUAL、2019年11月から連載中

### イラスト
- 『チャレンジ』ベネッセコーポレーション
- 『Jr.日本の歴史』小学館
- 『オレンジページcooking』オレンジページ
- 『きょうの健康』日本放送協会
- 〈同学社小辞典シリーズ〉同学社

### その他
- かねこまさこ 作、青柳ちか 絵『育児の長いトンネル』慶應義塾大学SFC研究所・e-ケアプロジェクト